# اووه هارتگن
اووه هارتگن (انگلیسی: Uwe Harttgen؛ زادهٔ ۶ ژوئیهٔ ۱۹۶۴) بازیکن فوتبال اهل آلمان است.
از باشگاه‌هایی که در آن بازی کرده‌است می‌توان به باشگاه ورزشی وردر برمن و باشگاه فوتبال هانوفر ۹۶ اشاره کرد.